# Carlo Annovazzi
Carlo Annovazzi (Milão, 24 de maio de 1925 - 10 de outubro de 1980) foi um futebolista italiano que atuava como meio-campo.

## Carreira
Carlo Annovazzi fez parte do elenco da Seleção Italiana de Futebol na Copa do Mundo de 1950, no Brasil, ele fez uma partida.